# Das U-Boot
Das U-Boot (Universal Bootloader) es un boot loader para varios tipos de arquitecturas de computadores, incluyendo PPC, ARM, AVR32, MIPS, x86, 68k, Nios, y MicroBlaze. Este software libre liberado bajo la licencia GNU General Public License. Puede ser construido en cualquier arquitectura de computadores x86  para cualquier arquitectura soportada por medio de un toolchain (herramientas software) utilizando compilación cruzada, por ejemplo crosstool, el Embedded Linux Development Kit Archivado el 14 de octubre de 2008 en Wayback Machine. (ELDK) o OSELAS.Toolchain.
La importancia de Das U-Boot en sistemas embebidos  recae en el hecho de que es un software universal, además de su gran flexibilidad y de un desarrollo más activo: